# ホットパーティクル
ホットパーティクル（英:  hot particle）とは、アルファ崩壊に伴いアルファ粒子を放出し、一粒あたり 0.07[pCi]（0.259[Bq]）以上の放射能を持つ不溶性の微粒子（particle）を言う。主としてプルトニウムの微粒子を指す。

## 概要
プルトニウム239のように、アルファ崩壊を起こしてアルファ線を放出する核種をアルファ放射体（alpha-emitter）と呼ぶ。アルファ線は、その電離作用は放射線の中で一番大きいものの、飛程は他の種類の放射線に比べて非常に短いため、外部被曝ではあまり問題とならない。しかし一方で、内部被曝ではその生物影響は大きくなると言われる。
内部被曝をもたらす経路は一般に幾つか存在するが、ホット・パーティクルについて問題とされるのは呼吸摂取である。空気中に漂うホット・パーティクルは、呼吸に伴い体内に吸入され、その全量ではないもののかなりの割合が呼吸器に沈着することになる。 一般に直径の大きな粒子は、鼻、咽頭、喉頭 などの上部気道に多く沈着し、直径が小さくなるに従い肺の深部に沈着する率が高くなることが知られている。
吸入したことによって呼吸器に沈着したホット・パーティクルのうち、鼻、咽喉頭部や気管・気管支部へ沈着したものは”たん”として速やかに排泄される一方、肺に取り込まれたホット・パーティクルは肺の深部に長期に留まることとなる。
この肺に取り込まれたホット・パーティクルの危険性について、米国のタンプリンらは1974年に一つの説を提出した。それによって、世界に波及する一大論争がもたらされたが、BairらによるWash-1320という報告書を初めいくつかの反論を受け、現在では、本人らもこの提案を支持することを止めたと言われる。

## タンプリンらのホット・パーティクル提案
1974年に米国の自然保護協会（NRDC）のタンプリン（Arthur R. Tamplin）とコクラン（Thomas B. Cochran）は、「ホット・パーティクルに対する放射線基準」と題した一般向けの解釈論文を同協会から発行した。
これは、プルトニウムに代表されるアルファ放射体の許容量を、かなり大幅に引き下げることを米国原子力委員会（AEC）及び環境保護庁（EPA）に勧告するもの であり、これを契機として一大論争が起こった。